# 12ª Divisione fanteria "Sassari"
La 12ª Divisione fanteria "Sassari" è stata una delle Grandi Unità di fanteria del Regio Esercito.

## Storia

### Le origini

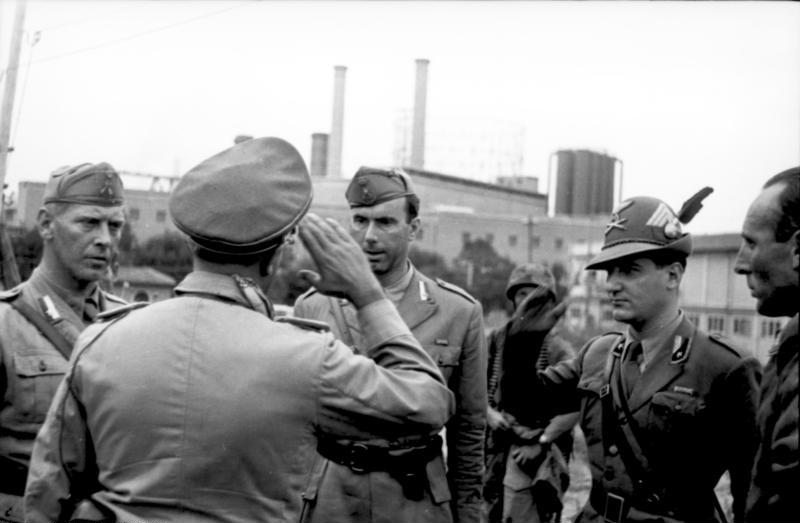
Ufficiali della 'Sassari' a parlamento con militari tedeschi (9-10 settembre 1943).

Le origini della divisione risalgono alla Brigata "Sassari", costituita il 1º marzo 1915, su due reggimenti: il 151º fanteria a Sinnai (Cagliari) e il 152º fanteria stanziato a Tempio Pausania. Contrariamente alla prassi seguita fin dall'introduzione della leva obbligatoria, che veniva svolta in unità miste lontane dalla zona di reclutamento, la particolarità di questi reparti fu l'essere composti quasi interamente da sardi, uniti dunque da un forte senso di gruppo; tale caratteristica sarà sempre mantenuta, anche in epoca repubblicana. Già in passato, vi erano stati gruppi militari formati da conterranei sardi, tra cui il Tercio de Cerdeña del periodo aragonese, il Reggimento di Sardegna del periodo Sabaudo e la Brigata "Cagliari" operante tra il 1862 ed il 1991.
Con l'ordinamento dell'11 marzo 1926 - che introduceva le brigate ternarie -, come XII Brigata di fanteria ricevette il 12º Reggimento fanteria della disciolta Brigata "Casale" e il 34º Reggimento artiglieria, andando a formare così la 12ª Divisione territoriale di Trieste. Nel 1934, la divisione venne ridenominata Divisione di fanteria del Timavo (12ª), estendendo tale titolo pure alla brigata, la quale divenne XII Brigata di fanteria del Timavo. Con il nuovo ordinamento del 1939, il 24 maggio vennero sciolte la divisione e la brigata ''Timavo'', e fu costituita la 12ª Divisione fanteria "Sassari" su due reggimenti di fanteria e uno di artiglieria.

### L'invasione della Jugoslavia
Con l'entrata in guerra dell'Italia nel 1940, la divisione, alle dipendenze del VI Corpo d'armata della 2ª Armata del generale Vittorio Ambrosio, venne schierata in posizione difensiva sulla frontiera orientale della Venezia-Giulia, tra San Pietro del Carso e la Val Corena. Nel 1941 alla divisione venne aggregata la 73ª Legione CC.NN. d'Assalto. Il 6 aprile, giorno di inizio dell'invasione della Jugoslavia, la divisione occupò i passi di confine, per poi entrare, l'8 aprile, in territorio nemico. L'11 conquistò Pozar-Prezidanski ed il 12 occupò Prezid e Čabar. L'avanzata proseguì senza incontrare particolare resistenza, raggiungendo il 19 aprile Delnice, rompendo la resistenza dell'esercito jugoslavo e prendendo Tenin, città che divenne sede del Comando di Divisione fino al 1943.
Iniziò così l'attività di controguerriglia e rastrellamento anti-partigiani, soprattutto nella zona di Sebenico, Tenin, Brod, Gračac, Petrovazzo ed altri centri di Slovenia e Dalmazia. Successivamente venne impiegata nella pacificazione dello Stato Indipendente di Croazia, alleato dell'Asse, soprattutto per sedare, a settembre 1941, tumulti scoppiati a Dvar tra i croati e le minoranze serba e Ustascia. L'attività proseguì per tutto il 1942, dovendosi scontrare con guerriglieri sempre più aggressivi e numerosi.
Tra gennaio ed aprile 1943 la "Sassari" prese parte, insieme ad altre tre divisioni italiane, quattro tedesche, croati collaborazionisti e cetnici della MVAC, ad una grande operazione contro i partigiani, nella zona del fiume Neretva, dal quale prese il nome. A luglio del 1943, terminate una serie di vaste operazioni di rastrellamento sulle Alpi Bebie, la "Sassari" rientrò in patria e venne dislocata nel Lazio, sempre al comando del generale Francesco Zani. Venne inserita nel Corpo d'Armata di Roma del generale Alberto Barbieri, con funzioni anti-paracadutisti ma anche a protezione di un possibile attacco da parte delle truppe tedesche. Durante questa periodo fu riorganizzata secondo l'ordinamento Mod. 43, che avrebbe dovuto garantire una buona disponibilità di mezzi corazzati. La divisione arrivò quindi a 14 500 uomini, 24 semoventi e 80 pezzi d'artiglieria. Essa venne disposta per lo più all'interno della città, con compiti di sicurezza , mentre le altre grandi unità del Corpo d'armata motocorazzato, come la "Granatieri di Sardegna", la "Piave" e l'"Ariete II" erano disposte all'esterno della cerchia urbana.

### L'armistizio e la difesa di Roma
Nei giorni successivi alla proclamazione dell'Armistizio, reagendo all'attacco sferrato dalle truppe dell'ex alleato nell'ambito dell'Operazione Achse, prese parte attiva ai combattimenti in difesa della città in località Porta San Paolo. Il 10 settembre, a seguito della fuga di Vittorio Emanuele III da Roma e delle condizioni di resa concordate dagli alti Comandi italiano e tedesco mentre ancora infuriavano i combattimenti, la Divisione dovette consegnare le armi ai tedeschi e venne sciolta.

### Il dopoguerra
Nel 1958 il 152º Reggimento Fanteria, uno dei reparti originari della Brigata, riprese la denominazione "Sassari" con le bandiere di guerra che erano state salvate. il 1º dicembre 1988 il 151º Battaglione motorizzato "Sette Comuni" e 152º Battaglione motorizzato "Sassari" vennero riuniti nella neo-costituita Brigata motorizzata "Sassari", poi meccanizzata, con la sede del comando nella città di Sassari.

## Ordine di battaglia: 1940-1942
- Comando della fanteria divisionale (Gen. B. Ettore Giannuzzi dal 1º gennaio 1942)
- Comando e Compagnia Comando
- 151º Reggimento fanteria "Sassari"
- 152º Reggimento fanteria "Sassari"
- 73ª Legione CC.NN. d'Assalto "Boiardo"
- 44ª Legione CC.NN. "Pasubio"
- 34º Reggimento artiglieria
- XII Battaglione Mortai da 81 mm
- 12ª Compagnia cannoni controcarro da 47/32
- CVI Battaglione mitraglieri motorizzato
- 17ª Compagnia genio ferrovieri
- 12ª Compagnia mista telegrafisti/marconisti
- 85ª Compagnia mista telegrafisti/marconisti
- 34ª Compagnia genio
- 8ª Sezione sanità
  - 33º Ospedale da campo
  - 34º Ospedale da campo
  - 63º Ospedale da campo
  - 49º Nucleo chirurgico
- 81ª Autosezione
- 41ª Sezione CC.RR.

## Ordine di battaglia: settembre 1943
- Comando e Compagnia Comando
- 151º Reggimento fanteria "Sassari"
- 152º Reggimento fanteria "Sassari"
- 34º Reggimento artiglieria
- XII Battaglione Mortai da 81 mm
- 12ª Compagnia cannoni controcarro da 47/32 Mod. 1935
- XII Battaglione semoventi da 47/32
- V Battaglione guastatori
- CXII Battaglione misto genio
- 34ª Compagnia genio telegrafisti e radiotelegrafisti
- 27ª Sezione genio fotoelettricisti
- servizi divisionali

## Comandanti (1939-1943)
- Gen. D. Riccardo Balocco (1º maggio 1939 - 31 maggio 1940)
- Gen. B. Gian Giacomo Castagna (10 giugno - 9 ottobre 1940)
- Gen. D. Furio Monticelli (10 ottobre 1940 - 19 maggio 1942)
- Gen. D. Paolo Berardi (20 maggio 1942 - 3 febbraio 1943)
- Gen. B. Ettore Giannuzzi (4 - 24 febbraio 1943)
- Gen. B. Francesco Zani (25 febbraio - 11 settembre 1943)

## C.R.O.W.C.A.S.S.
I nomi dei seguenti 11 appartenenti alla divisione Sassari (undici sulle migliaia di militari che hanno militato nella divisione tra il 1941 ed il 1943) figurano nell'elenco CROWCASS compilato dagli Alleati anglo-americani (Central Registry of War Criminals and Security Suspects) (1947) delle persone ricercate dalla Jugoslavia per crimini di guerra:
(Name) BARBA  - (C.R. File Number) 250049 - (Rank, Occupation, Unit, Place and Date of Crime) Major, Sassari Div.,  Kistanje (Yugo.) 6.41 - (Reason wanted) Pillage  - (Wanted by) Yugo.
BARBERO Pietro - 250048 - Col., XVIII Corpo di Armata Sassari Div., Biograd Betina, Vodice (Yugo.) 42 - Murder - Yugo.
BERARDI Paolo - 149616 - General, commander, Sassari-Div. (Yugo.) 1943 - Murder - Yugo.
BORRUZO Pietro - 190904 - Major, Italian Army, 3. Btty., 151. Regt. Fanteria, "Sassari" Div., Fara Slovenia (Yugo.), summer 41 - Murder - Yugo.
GAZZINI (or GAZZINO) - 190971 - Col., Italian Army, Rgt. of Sassari Div. (F 559), Udbina Gracac (Yugo.) 1. and 2.43 - Murder - Yugo.
GIANOPECO Francesco - 147278 - General, Italian Army "Sassari" Div. (Yugo.) 43 - Murder - Yugo.
GLORIA - 147272 - General,  Italian Army, "Lombardia" Rgt., "Sassari" Div. (Yugo.) 43 - Murder - Yugo.
LEONARDI - 190989 - Col. Italian Army, O.C. Regt., "Sassari"-Div. (F. 561), Udbina Gracac (Yugo.) 1. and 2.43 - Murder - Yugo.
LEONARDI - 251122 - Col., C.O. of Rgt. Sassari, Fara - Slovenia (Slov.) - Murder - Yugo.
LEOPARDI Alberto - 190990 - Commandant, Italian Army, 151 Rgt. Fanteria Sassari Div., Fara (Yugo.) - Pillage - Yugo. 
ZANOTTI - 191020 - Col., Ital. Army, O.C. Regt., Sassari Div., F. 562, Udbina, Gracac (Yugo.) 2. and 3.43 - Murder - Yugo. 